# Daniel Elliott Huger

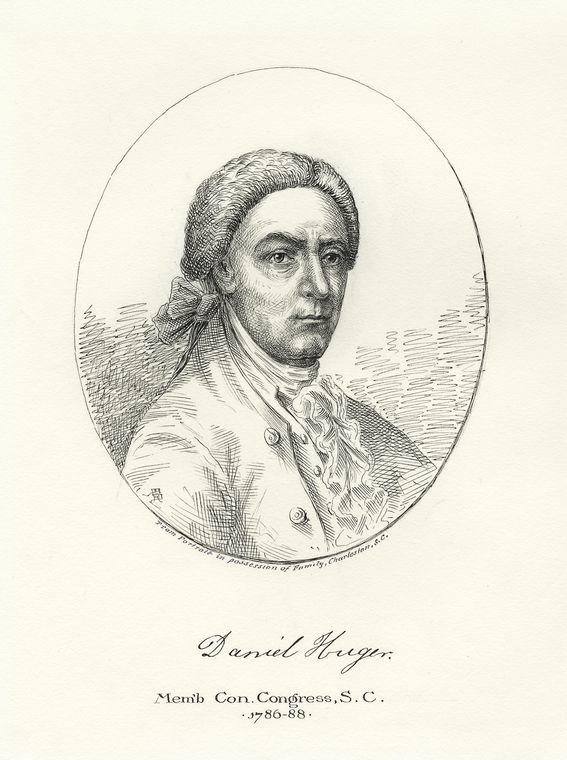
Daniel Elliott Huger

Daniel Elliott Huger (* 28. Juni 1779 bei Charleston, South Carolina; † 21. August 1854 auf Sullivan’s Island, South Carolina) war ein US-amerikanischer Politiker (Demokratische Partei), der den Bundesstaat South Carolina im US-Senat vertrat.
Daniel Elliott Huger war der Sohn von Daniel Huger, der für South Carolina im Kontinentalkongress und im Repräsentantenhaus der Vereinigten Staaten saß. Er wurde auf der Limerick-Plantage im Berkeley County geboren, erhielt in Charleston eine klassische Ausbildung und besuchte dann das College of New Jersey, die spätere Princeton University, wo er 1798 seinen Abschluss machte. Danach studierte er die Rechtswissenschaften, wurde 1799 in die Anwaltskammer aufgenommen und begann als Jurist in Charleston zu praktizieren.
Sein erstes politisches Mandat hatte Huger von 1804 bis 1819 als Abgeordneter im Repräsentantenhaus von South Carolina inne. Im Jahr 1814 fungierte er als Brigadegeneral der Staatsmiliz. Von 1819 bis 1830 war er als Richter an einem Kreisgericht tätig, ehe er im Anschluss bis 1832 sowie noch einmal von 1838 bis 1842 dem Senat von South Carolina angehörte. Im Verlauf der Nullifikationskrise nahm Huger 1832 am Nullifikationskonvent seines Staates teil, vertrat dort aber eine oppositionelle Meinung zur dort propagierten Doktrin.
Nach dem Rücktritt von US-Senator John C. Calhoun gewann Huger die Nachwahl um dessen Mandat und zog am 3. März 1843 in den Kongress ein. Dort zählte er zu den State Rights Democrats, zu jenem Teil der demokratischen Fraktion also, der sich für die Rechte der Einzelstaaten starkmachte. Er verblieb bis zu seinem eigenen Rücktritt am 3. März 1845 im Senat. 1852 trat er als Delegierter zu einer Versammlung für die Rechte der Einzelstaaten letztmals politisch in Erscheinung. Huger starb zwei Jahre darauf und wurde auf dem Magnolia Cemetery in Charleston beigesetzt.